# 1965 في الولايات المتحدة
فيما يلي قوائم الأحداث التي وقعت خلال عام 1965 في الولايات المتحدة.

## سياسة

### تعيين في المنصب
- 1 يناير – جورج مورفي عضو مجلس الشيوخ الأمريكي.
- 3 يناير – جون كونيرز عضو مجلس النواب الأمريكي.
- 5 يناير – نيلس بوي حاكم داكوتا الجنوبية [الإنجليزية]‏.
- 6 يناير – جوزيف إ. برينان عضو مجلس نواب مين.
- 7 يناير – إليوت ريتشاردسون نائب حاكم ماساتشوستس [الإنجليزية]‏.
- 11 يناير – دانييل جاكسون إيفانز حاكم واشنطن [الإنجليزية]‏.
- 19 يناير – تشارلز لام تيري حاكم ولاية ديلاوير [الإنجليزية]‏.
- 22 أبريل – دونالد سام راسيل عضو مجلس الشيوخ الأمريكي.
- 8 يوليو – بيل مويرز السكرتير الصحفي للبيت الأبيض.
- 1 أغسطس – ثورغود مارشال النائب العام للولايات المتحدة [الإنجليزية]‏.
- 3 نوفمبر – لاري أوبراين مدير مكتب البريد العام في الولايات المتحدة [الإنجليزية]‏.

### انتهاء فترة المنصب
- 1 يناير – نيلس بوي نائب حاكم جنوب داكوتا [الإنجليزية]‏.
- 3 يناير – جون هنري كيل عضو مجلس النواب الأمريكي.
- 3 يناير – روبرت تافت الابن عضو مجلس النواب الأمريكي.
- 8 يناير – تيري سانفورد حاكم كارولينا الشمالية [الإنجليزية]‏.
- 18 يناير – وليام والاس بارون حاكم فرجينيا الغربية  [لغات أخرى]‏.
- 1 أبريل – سي دوغلاس ديلون وزير الخزانة الأمريكي.
- 22 أبريل – دونالد سام راسيل حاكم كارولينا الجنوبية [الإنجليزية]‏.
- 1 يوليو – أرشيبالد كوكس النائب العام للولايات المتحدة [الإنجليزية]‏.
- 10 نوفمبر – هاري فلود بيرد عضو مجلس الشيوخ الأمريكي.
- 31 ديسمبر – جون ليندسي عضو مجلس النواب الأمريكي.

## ظهور
- 1 يناير – بوب روك
- 1 يناير – بوب نوع من الموسيقى الشهيرة نشأ شكله الحديث في أواخر خمسينيات القرن العشرين وهو مُشتق من الروك أند رول.
- 1 يناير – دورز
- 1 يناير – ذا فيلفيت أندرغراوند
- 1 يناير – سايكيديلك روك
- 1 يناير – فانك
- 1 يناير – مخدر رقمي

## أفلام
من الأفلام التي صدرت هذه السنة في الولايات المتحدة:
- 1 يناير – أبناء كيتي إلدر من إخراج هنري هاثاوي.
- 1 يناير – ألف مهرج من إخراج فرد كو.
- 1 يناير – الطيطوي من إخراج فنسنت مينيلي.
- 1 يناير – القط بالو من إخراج إليوت سيلفرستين.
- 1 يناير – إصبع الذهب من إخراج غاي هاملتن.
- 1 يناير – رقعة زرقاء من إخراج قاي غرين (مخرج أفلام).
- 1 يناير – سفينة السفهاء من إخراج ستانلي كرامر.
- 2 مارس – صوت الموسيقى من إخراج روبرت وايز.
- 22 ديسمبر – دكتور جيفاغو من إخراج ديفيد لين.

## برامج ومسلسلات وأنمي
- فلينستون

## موسيقى

### أغاني
من الأغاني التي صدرت هذه السنة في الولايات المتحدة:
- 1 أكتوبر – أشعر بحالة جيدة من غناء جيمس براون.

## كتب
من الكتب التي صدرت هذه السنة في الولايات المتحدة:
- 1 يناير – الحاج المحظوظ من تأليف ماريو بوزو.
- 1 يناير – السيرة الذاتية مالكوم إكس من تأليف أليكس هيلي، مالكوم إكس.
- 16 يونيو – الربيع الصامت من تأليف راشيل كارسون.
- 12 أغسطس – تشريح ثورة من تأليف كرين برينتون.
- 1 ديسمبر – كثيب من تأليف فرانك هربرت.

## مواليد

### يناير
- 1 يناير – آلان تايلور مخرج سينمائي وتلفزيوني أمريكي.
- 1 يناير – أماندا جرين
- 1 يناير – جويل سبولسكي
- 1 يناير – روني بينيس موسيقي أمريكي.
- 1 يناير – ريتشارد شيبرد
- 1 يناير – كارلوس ديل كاستيلو عَالِم من الولايات المتحدة الأمريكية.
- 8 يناير – ميشيل فوربس ممثلة أمريكية.
- 9 يناير – موجسي بوجس
- 10 يناير – بوتش هارتمان شخصية أمريكية ومؤسس كرتون داني الشبح.
- 12 يناير – الكسندرا وينتوورث ممثلة أمريكية.
- 15 يناير – برنارد هوبكينز ملاكم من الولايات المتحدة الأمريكية.
- 17 يناير – د. ج. كاروسو
- 20 يناير – ديفيد ريفرز لاعب كرة سلة أمريكي.
- 22 يناير – دايان لاين
- 26 يناير – راندي ألين لاعب كرة سلة أمريكي.
- 30 يناير – مايك ستيوارت سياسي أمريكي.

### فبراير
- 1 فبراير – براندون لي براندو لي.
- 3 فبراير – مورا تيرني
- 7 فبراير – جيسون جيدريك ممثل أمريكي.
- 7 فبراير – كريس روك
- 9 فبراير – دارين دالتون
- 12 فبراير – اليكس مينيسيس ممثلة أمريكية.
- 12 فبراير – كريستين إليز
- 13 فبراير – أندي باكلي ممثل أمريكي.
- 15 فبراير – توني وايت لاعب كرة سلة أمريكي.
- 15 فبراير – نيت بلاكويل لاعب كرة سلة أمريكي.
- 16 فبراير – مارتن نيسلي لاعب كرة سلة أمريكي.
- 17 فبراير – صامويل باير
- 17 فبراير – مايكل بي
- 18 فبراير – دكتور دري من أقدم مغني الراب.
- 20 فبراير – رون إلدارد
- 21 فبراير – رودني مور ملاكم من الولايات المتحدة الأمريكية.
- 22 فبراير – كريس دادلي لاعب كرة سلة أمريكي.
- 23 فبراير – بوب فيرغسن سياسي أمريكي.
- 23 فبراير – مايكل ديل
- 24 فبراير – كريستين دافيس ممثلة أمريكية.
- 25 فبراير – فيرونيكا ويب
- 25 فبراير – كاروت توب
- 27 فبراير – نواه إمريش ممثل أمريكي.
- 28 فبراير – دوين فيريل لاعب كرة سلة أمريكي.

### مارس
- 1 مارس – بوكر تي مصارع محترف من الولايات المتحدة الأمريكية.
- 1 مارس – تشارلز بيكمان لاعب كرة مضرب أمريكي.
- 1 مارس – كريس إيغمان ممثل أمريكي.
- 8 مارس – كيني سميث لاعب كرة سلة أمريكي.
- 10 مارس – بيت وليامز لاعب كرة سلة أمريكي.
- 11 مارس – والاس لانجهام ممثل أمريكي.
- 12 مارس – فران هاريس لاعبة كرة سلة أمريكية.
- 14 مارس – كيفين ويليامسون كاتب سيناريو أمريكي.
- 15 مارس – براد سميث لاعب كرة قدم من الولايات المتحدة الأمريكية.
- 16 مارس – سيندي براون لاعبة كرة سلة من الولايات المتحدة الأمريكية.
- 17 مارس – جون جون مولينا ملاكم من الولايات المتحدة الأمريكية.
- 20 مارس – جوناثان كرافن ممثل أمريكي.
- 23 مارس – ريتشارد غريكو ممثل أمريكي.
- 24 مارس – أندرتيكر مصارع أمريكي محترف.
- 25 مارس – أفيري جونسون
- 25 مارس – سارة جيسيكا باركر ممثلة أمريكية.
- 27 مارس – بيل روبر مبرمج من الولايات المتحدة الأمريكية.
- 29 مارس – وليام أوفلين رائد فضاء أمريكي.
- 31 مارس – باتي فينديك لاعبة كرة مضرب من الولايات المتحدة.

### أبريل
- 1 أبريل – جاين آدامز ممثلة أمريكية.
- 1 أبريل – مارك جاكسون
- 2 أبريل – رودني كينغ سائق سيارة أجرة من الولايات المتحدة الأمريكية.
- 4 أبريل – روبرت داوني جونير ممثل أمريكي.
- 5 أبريل – ريزا فيتري فيرمان محامية أمريكية.
- 10 أبريل – إيفان كالديرون
- 16 أبريل – جون كراير
- 16 أبريل – ميخائيل وانغ
- 18 أبريل – جيم بويلين مدرب كرة سلة من الولايات المتحدة الأمريكية.
- 18 أبريل – كريستوفر سوليفان لاعب كرة قدم أمريكي.
- 19 أبريل – شوغ نايت
- 21 أبريل – أوليفر ماكول ملاكم من الولايات المتحدة الأمريكية.
- 21 أبريل – جيرالد باديو لاعب كرة سلة أمريكي.
- 21 أبريل – غاري غرانت لاعب كرة سلة أمريكي.
- 22 أبريل – دنيس هوبسون
- 25 أبريل – مارك براينت لاعب كرة سلة أمريكي.
- 26 أبريل – تيليس فرانك لاعب كرة سلة أمريكي.
- 26 أبريل – كيفن جيمس
- 28 أبريل – جيمي براون لاعب كرة مضرب أمريكي.
- 29 أبريل – أمي كروس روزنثال
- 30 أبريل – أدريان باسدار ممثل ومخرج أمريكي.
- 30 أبريل – ستيفين كلاين مصور من الولايات المتحدة الأمريكية.

### مايو
- 4 مايو – شيري ولف صحفية من الولايات المتحدة الأمريكية.
- 6 مايو – ستيفن غاغن
- 8 مايو – كيلسي بانكس ملاكم من الولايات المتحدة الأمريكية.
- 11 مايو – مارغريت ماكانتير ممثلة أمريكية.
- 13 مايو – كريس واشبورن لاعب كرة سلة أمريكي.
- 16 مايو – كريست نوفوسيلك
- 17 مايو – بيج توركو ممثلة أمريكية.
- 18 مايو – مارتي جيمسون دراج أمريكي.
- 19 مايو – مايكل سميث
- 19 مايو – مايل فلاناغان مؤدية أصوات أمريكية.
- 20 مايو – بيير جونسون
- 22 مايو – جاي كارني سياسي أمريكي.
- 23 مايو – ميليسا مكبرايد
- 24 مايو – جون ك. رايلي ممثل أمريكي.
- 27 مايو – تود بريدجز
- 30 مايو – بيلي دونوفان
- 31 مايو – بروك شيلدز

### يونيو
- 1 يونيو – كوري جاينز
- 4 يونيو – أندريا جايجر لاعبة كرة مضرب من الولايات المتحدة.
- 4 يونيو – تيم بيري لاعب كرة سلة أمريكي.
- 4 يونيو – جوناثان كانتر لاعب كرة مضرب من الولايات المتحدة الأمريكية.
- 4 يونيو – شانون ووكر
- 5 يونيو – راي دومينج ملاكم من الولايات المتحدة الأمريكية.
- 5 يونيو – مايكل براون عالم فلك من الولايات المتحدة الأمريكية.
- 6 يونيو – لوسي تايلر شارمان درّاجة طريق أسترالية.
- 7 يونيو – مايك فولي
- 8 يونيو – فرانك جريلو ممثل أمريكي.
- 9 يونيو – ستيف ليتل ملاكم من الولايات المتحدة الأمريكية.
- 12 يونيو – غوين تورنس
- 17 يونيو – ارابيان برنس
- 18 يونيو – كيم ديكينز ممثلة أمريكية.
- 19 يونيو – شون مارشال ممثل أمريكي.
- 20 يونيو – وينستون كريت لاعب كرة سلة أمريكي.
- 23 يونيو – سيلفيا ماثيوز بورويل سياسية من الولايات المتحدة الأمريكية.
- 23 يونيو – كلارنس نيكمان
- 28 يونيو – جيسيكا هيكت
- 28 يونيو – سوني سترايت
- 30 يونيو – ميتش ريتشموند

### يوليو
- 4 يوليو – غرانت هوراس لاعب كرة سلة أمريكي.
- 4 يوليو – هارفي غرانت لاعب كرة سلة أمريكي.
- 8 يوليو – توماس هارديمان قاضي أمريكي.
- 14 يوليو – لو سافاريتزي
- 16 يوليو – تشارلز سميث لاعب كرة سلة من الولايات المتحدة الأمريكية.
- 20 يوليو – أنتوني شرايفر
- 20 يوليو – جو أرلوكاس لاعب كرة سلة من الولايات المتحدة الأمريكية.
- 22 يوليو – باك سميث ملاكم من الولايات المتحدة الأمريكية.
- 22 يوليو – شون مايكلز مصارع أمريكي محترف.
- 23 يوليو – جيمس إف بيل الثالث عالم فلك أمريكي.
- 24 يوليو – بول بن فيكتور ممثل أمريكي.
- 24 يوليو – دوج ليمان
- 24 يوليو – كاديم هارديسون ممثل أمريكي.
- 26 يوليو – آرون شنايدر
- 26 يوليو – لانارد كوبلاند لاعب كرة سلة أمريكي.
- 29 يوليو – هنري جيمس لاعب كرة سلة من الولايات المتحدة الأمريكية.
- 31 يوليو – سكوت بروكس

### أغسطس
- 4 أغسطس – ديفيد كاماو ملاكم كيني.
- 6 أغسطس – ديفيد روبنسون لاعب كرة سلة أمريكي.
- 10 أغسطس – جون ستاركس لاعب كرة سلة أمريكي.
- 11 أغسطس – فيولا ديفيس ممثلة أمريكية.
- 12 أغسطس – بيتر كراوس ممثل أمريكي.
- 19 أغسطس – كيرا سيدقويك
- 19 أغسطس – كيفن ديلون ممثل أمريكي.
- 20 أغسطس – كاي أر إس-ون موسيقي أمريكي.
- 22 أغسطس – كورتني غينز ممثل أمريكي.
- 24 أغسطس – ريجي ميلر لاعب كرة سلة أمريكي.
- 24 أغسطس – مارلي ماتلن
- 25 أغسطس – أندرو جيه. فوستيل رائد فضاء أمريكي.
- 25 أغسطس – كاثلين هورفاث لاعبة كرة مضرب أمريكية.
- 25 أغسطس – كورنيليوس بينيت لاعب كرة قدم أمريكية من الولايات المتحدة الأمريكية.
- 26 أغسطس – كريس بيرك ممثل أمريكي.
- 29 أغسطس – ويل بيردو لاعب كرة سلة أمريكي.

### سبتمبر
- 2 سبتمبر – أندريا لويد كاري لاعبة كرة سلة من الولايات المتحدة الأمريكية.
- 3 سبتمبر – تشارلي شين
- 4 سبتمبر – ليزا جين سميث مؤلفة أمريكية.
- 7 سبتمبر – داني هاريس منافِس أوليمبي من الولايات المتحدة الأمريكية.
- 9 سبتمبر – تشارلز إستن ممثل أمريكي.
- 9 سبتمبر – دان مايرلي لاعب كرة سلة أمريكي.
- 9 سبتمبر – ميشيل جونسون ممثلة أمريكية.
- 11 سبتمبر – بول هيمان
- 11 سبتمبر – موبي
- 12 سبتمبر – فيرنون ماكسويل لاعب كرة سلة من الولايات المتحدة الأمريكية.
- 17 سبتمبر – براين سينجر
- 17 سبتمبر – كايل تشاندلر ممثل أمريكي.
- 19 سبتمبر – سونيتا ويليامز
- 21 سبتمبر – شيريل هاينز
- 22 سبتمبر – دان بوكاتينسكي ممثل أمريكي.
- 22 سبتمبر – روبرت ساتشر رائد فضاء أمريكي.
- 25 سبتمبر – سكوتي بيببن لاعب كرة سلة أمريكي.
- 27 سبتمبر – دوغ تشاندلر متسابق دراجات نارية من الولايات المتحدة الأمريكية.

### أكتوبر
- 3 أكتوبر – سيدريك هندرسون لاعب كرة سلة من الولايات المتحدة الأمريكية.
- 4 أكتوبر – أورلين نوريس ملاكم من الولايات المتحدة الأمريكية.
- 4 أكتوبر – ميكي وارد ملاكم من الولايات المتحدة الأمريكية.
- 5 أكتوبر – ريتشي رينيبريغ لاعب كرة مضرب من الولايات المتحدة.
- 7 أكتوبر – نيل كريتون رائد أعمال من الولايات المتحدة الأمريكية.
- 8 أكتوبر – مات بيوندي سباح أمريكي.
- 10 أكتوبر – ريبيكا بيدجون
- 10 أكتوبر – كريس بن ممثل أمريكي.
- 11 أكتوبر – ريكيشي مصارع محترف من الولايات المتحدة الأمريكية.
- 11 أكتوبر – شون باتريك فلانيري ممثل أمريكي.
- 14 أكتوبر – كريستال ر فوكس
- 15 أكتوبر – مارك ويد
- 16 أكتوبر – توم تولبرت لاعب كرة سلة أمريكي.
- 16 أكتوبر – ليزا بوندر لاعبة كرة مضرب من الولايات المتحدة الأمريكية.
- 19 أكتوبر – براد دوتري لاعب كرة سلة أمريكي.
- 20 أكتوبر – تشاد هينينغز
- 23 أكتوبر – براين روسوم لاعب كرة سلة أمريكي.
- 25 أكتوبر – جوناثان ديكسون ممثل أمريكي.
- 25 أكتوبر – ديريك روستاجنو لاعب كرة مضرب أمريكي.
- 26 أكتوبر – داريل جونسون لاعب كرة سلة أمريكي.
- 30 أكتوبر – فرانكي جي ممثل أمريكي.
- 30 أكتوبر – كيفن إدواردز لاعب كرة سلة أمريكي.
- 31 أكتوبر – بلو إدواردز لاعب كرة سلة أمريكي.

### نوفمبر
- 5 نوفمبر – أتول قواندي
- 8 نوفمبر – روبرت تابان موريس
- 8 نوفمبر – كريغ تشيستر ممثل أمريكي.
- 8 نوفمبر – مايك ماتارازو باني أجسام أميركي محترف.
- 11 نوفمبر – باري سومبتر لاعب كرة سلة أمريكي.
- 11 نوفمبر – روثي ماتيس درّاجة طريق من الولايات المتحدة الأمريكية.
- 13 نوفمبر – كيفن غامبل
- 20 نوفمبر – يهودا غليك
- 21 نوفمبر – ريجي لويس لاعب كرة سلة أمريكي.
- 23 نوفمبر – دون فراي
- 25 نوفمبر – أورلاندو كانيزاليس ملاكم من الولايات المتحدة الأمريكية.
- 26 نوفمبر – سكوت أدسيت
- 29 نوفمبر – نيل باري ممثل أمريكي.
- 30 نوفمبر – أنتوني تايلور لاعب كرة سلة أمريكي.
- 30 نوفمبر – بن ستيلر
- 30 نوفمبر – رايان مورفي
- 30 نوفمبر – كيفن بولسن صحفي أمريكي.

### ديسمبر
- 3 ديسمبر – أندرو ستانتون مخرج أفلام أمريكي.
- 4 ديسمبر – أ. براون لاعب كرة قدم أمريكي.
- 7 ديسمبر – جيفري رايت ممثل أمريكي.
- 9 ديسمبر – فيسيبيا تاوري
- 14 ديسمبر – تيد رايمي ممثل أمريكي.
- 14 ديسمبر – لورنس كلاي بي ملاكم من الولايات المتحدة الأمريكية.
- 17 ديسمبر – جيف جراير
- 21 ديسمبر – أندي ديك
- 22 ديسمبر – بريان شيلتون
- 22 ديسمبر – ديفيد إس. غويور
- 22 ديسمبر – سكوت وارنر لاعب كرة مضرب أمريكي.
- 22 ديسمبر – لي روجرز بيرجر
- 23 ديسمبر – مارتن كرات
- 30 ديسمبر – إريك وايت لاعب كرة سلة أمريكي.
- 31 ديسمبر – نيكولاس سباركس

## وفيات

### يناير
- 4 يناير – ت. س. إليوت (مواليد 1888) شاعر.
- 12 يناير – لورين هانزبيري (مواليد 1930)
- 19 يناير – واو ديكنسون يتس (مواليد 1875) سياسي أمريكي.

### فبراير
- 5 فبراير – إيرفينغ بيكون (مواليد 1893)
- 12 فبراير – جون هايز هاموند (مواليد 1888)
- 15 فبراير – نت كينغ كول (مواليد 1919)
- 21 فبراير – مالكوم إكس (مواليد 1925) داعية إسلامي أمريكي، اشتهر باسم الحاج مالك الشباز، معروف بتاريخه للدفاع عن حقوق السود.
- 28 فبراير – جورج تيودور ميكلسون (مواليد 1903) سياسي أمريكي.

### مارس
- 14 مارس – ماريون جونز فاركوهار (مواليد 1879) لاعبة كرة مضرب من الولايات المتحدة.
- 15 مارس – ويلارد موتلي (مواليد 1909)
- 28 مارس – جاك هوكسي (مواليد 1885) ممثل من الولايات المتحدة الأمريكية.
- 30 مارس – فيليب هنش (مواليد 1896) طبيب أمريكي.

### أبريل
- 1 أبريل – دان بيبين (مواليد 1926) لاعب كرة سلة من الولايات المتحدة الأمريكية.
- 9 أبريل – شيرمان مينتون (مواليد 1890) سياسي أمريكي.
- 10 أبريل – ليندا دارنيل (مواليد 1923)
- 13 أبريل – ويلارد شميت (مواليد 1910) لاعب كرة سلة من الولايات المتحدة الأمريكية.
- 27 أبريل – إدوارد مورو (مواليد 1908) صحفي من الولايات المتحدة الأمريكية.
- 30 أبريل – هيلين شاندلير (مواليد 1906) ممثلة أمريكية.

### مايو
- 6 مايو – جيم كريبس (مواليد 1935) لاعب كرة سلة أمريكي.
- 14 مايو – فرانسيس بيركنز (مواليد 1882) سياسية أمريكية.
- 25 مايو – جوزيف غرو (مواليد 1880) دبلوماسي أمريكي.

### يونيو
- 2 يونيو – ناني دوس (مواليد 1905)
- 5 يونيو – ثورنتون بورغيس (مواليد 1874)
- 7 يونيو – جودي هوليداي (مواليد 1921)
- 7 يونيو – فيل جوردان (مواليد 1933) لاعب كرة سلة أمريكي.
- 20 يونيو – برنارد باروخ (مواليد 1870) سياسي أمريكي.
- 21 يونيو – هنري ويد فاولر (مواليد 1878)
- 22 يونيو – ديفيد أوه سيلزنيك (مواليد 1902)

### يوليو
- 10 يوليو – نيلي إدواردز (مواليد 1883)
- 11 يوليو – راي كولينز (مواليد 1889) ممثل أمريكي.
- 14 يوليو – أدلاي ستيفنسون الثاني (مواليد 1900) سياسي أمريكي.
- 24 يوليو – كونستانس بينيت (مواليد 1904) ممثلة أمريكية.

### أغسطس
- 22 أغسطس – إلين كيرش (مواليد 1904) ممرضة من الولايات المتحدة الأمريكية.

### سبتمبر
- 1 سبتمبر – جو لينش (مواليد 1898) ملاكم من الولايات المتحدة الأمريكية.
- 8 سبتمبر – دورثي داندريج (مواليد 1923)
- 15 سبتمبر – صموئيل كينج أليسون (مواليد 1900) الفيزيائي الأمريكي وعالم نووي.
- 16 سبتمبر – فريد كويمبي (مواليد 1886) منتج أفلام من الولايات المتحدة الأمريكية.
- 27 سبتمبر – كلارا بوو (مواليد 1905) ممثلة أمريكية.
- 28 سبتمبر – إدي جريبون (مواليد 1890) ممثل من الولايات المتحدة الأمريكية.

### أكتوبر
- 1 أكتوبر – ألفريد لين (مواليد 1891) لاعب رماية من الولايات المتحدة الأمريكية.
- 6 أكتوبر – توم كينيدي (مواليد 1885)
- 7 أكتوبر – جيسي دوغلاس (مواليد 1897)
- 11 أكتوبر – دوروثي لانج (مواليد 1895)
- 14 أكتوبر – راندل جاريل (مواليد 1914)
- 21 أكتوبر – بيل بلاك (مواليد 1926) موسيقي أمريكي.
- 26 أكتوبر – سيلفيا ليكنز (مواليد 1949)
- 31 أكتوبر – ريتا جونسون (مواليد 1913)

### نوفمبر
- 12 نوفمبر – لوشين تراسكات (مواليد 1895)
- 14 نوفمبر – راسل كولينز (مواليد 1897)
- 18 نوفمبر – هنري أغارد ولاس (مواليد 1888) سياسي من الولايات المتحدة الأمريكية.

### ديسمبر
- 2 ديسمبر – هيو لاتيمر درايدن (مواليد 1898)
- 5 ديسمبر – جوزف إيرلنغر (مواليد 1874)
- 9 ديسمبر – برانش ريكي (مواليد 1881) لاعب كرة قاعدة من الولايات المتحدة الأمريكية.